# Echenais torquata
Echenais torquata är en fjärilsart som beskrevs av Hans Ferdinand Emil Julius Stichel 1916. Echenais torquata ingår i släktet Echenais och familjen Riodinidae. Inga underarter finns listade i Catalogue of Life.